# Mezozaury
Mezozaury (rząd Mesosauria, rodzina Mesosauridae) – grupa prymitywnych gadów z podgromady Anapsida, które powróciły do życia w wodzie. Pojawiły się w górnym karbonie, a zniknęły w dolnym permie. Żyły w słodkich wodach śródlądowych, osiągały około 90 cm długości. Odżywiały się rybami. Ich szczęki, uzbrojone w bardzo liczne zęby w wyjątkowo długiej czaszce, były przystosowane do łowienia ryb. Palce wszystkich kończyn spięte błonami pływnymi. Ogon bocznie spłaszczony był główną siłą napędową do pływania. Znane są skamieniałe embriony wczesnopermskich mezozaurów, w tym jeden zachowany w ciele dorosłego osobnika; nie znaleziono razem z nimi pozostałości skorupek jaj, co sugeruje, że mezozaury były żyworodne lub jajożyworodne.
Ich szczątki znajdowano w osadach z wczesnego permu na półkuli południowej na obszarze superkontynentu Gondwany – w płd. Brazylii, płd. i zach. Afryce i na Antarktydzie.
Rodzaje:
- Brazilosaurus †
- Mesosaurus † Gervais, 1865
- Stereosternum †

Według innych źródeł jedynym znanym przedstawicielem jest mezozaur.